# Gaveta

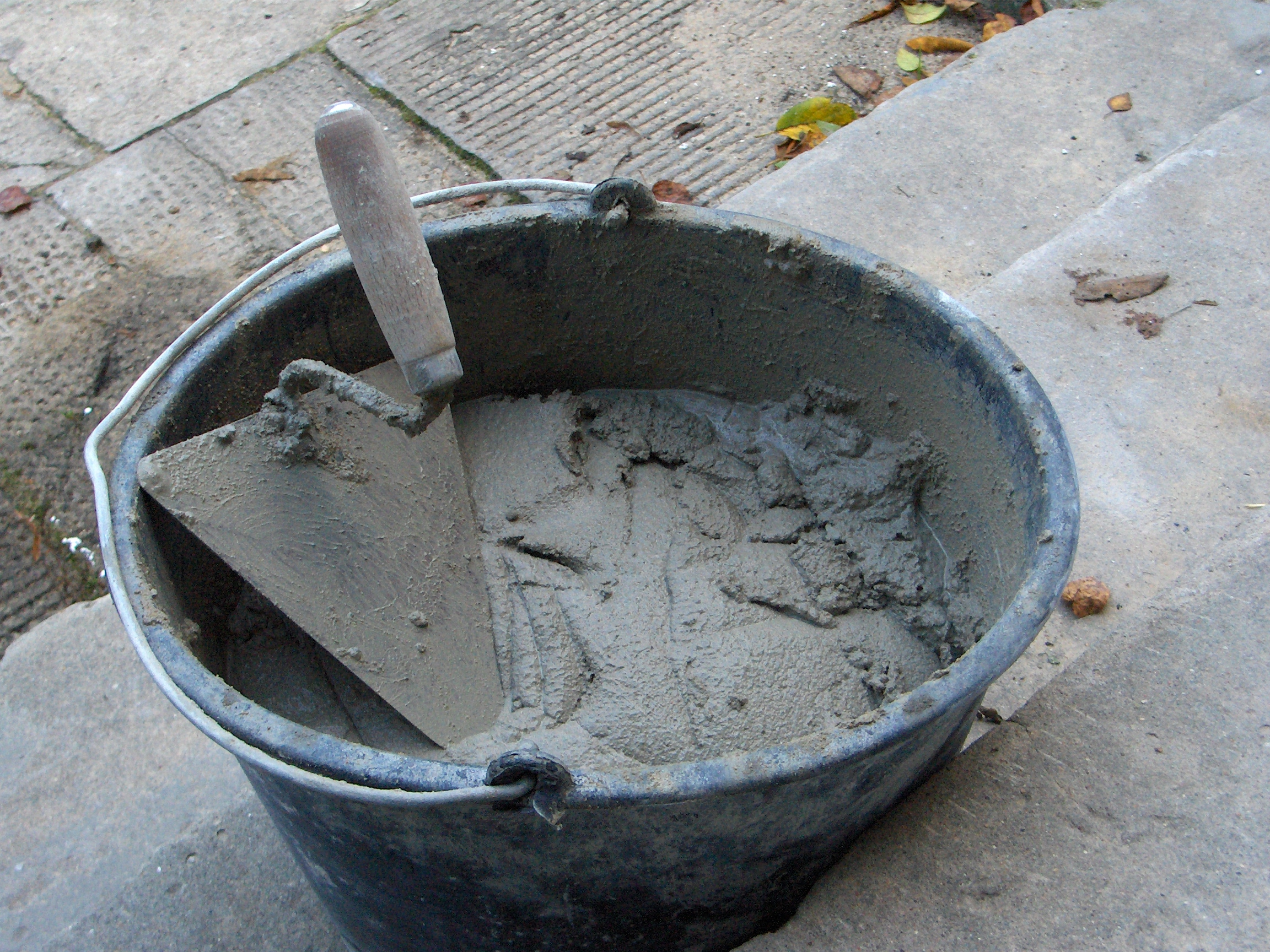
Gaveta de paleta amb paleta i maça a l'interior, a més del morter. Aquesta gaveta és del model de les antigues "calderetes" de fillola.

Una gaveta (ant. gamella (d'obrar) és un recipient emprar en obra on es pasta i guarda momentàniament una massa de morter, de ciment, guix o calç per a fer-la servir més avant, portant-lo en el lloc de la construcció per unes anses.
Tradicionalment eren de fusta, en forma de piràmide troncada invertida (amb parets inclinades) i amb anses en dos dels seus costats. Una altra varietat era la caldereta, troncocònica, també amb parets inclinades però de base circular i fabricada per caldereria. Del darrer quart del segle XX ençà tant el model quadrat (gaveta) com el circular (caldereta) es fabriquen en plàstic o goma (de pneumàtics reciclats), i tots dos són anomenats "gaveta" indistintament.
La plana s'utilitza per a mesclar el ciment per a pujar parets de totxos, per als treballs d'enguixament i d'alluïment, estenent el material sobre les superfícies a cobrir, allisant i comprimint la massa amb la vora de l'eina. Amb la plana s'estén la calç i el guix amb facilitat i lleugeresa i serveix especialment per als enguixaments i lliscaments. Per a l'alluïment es fa servir una plana de fusta, fregant en sentit circular fins que el ciment barrejat amb sorra resti ben parell sobre la superfície a recobrir.